# Friedrich Begemann
Friedrich Begemann (* 27. September 1803 in Biemsen, Fürstentum Lippe; † 2. Februar 1829 ebenda) war ein deutscher Schriftsteller und Dichter.

## Leben
Begemann wurde als Sohn eines Bauernhofpächters in Biemsen, heute ein Ortsteil der nordrhein-westfälischen Stadt Bad Salzuflen, geboren. Seinen ersten Unterricht erhielt Begemann von Pastor Cruel, Vater von Rudolf Cruel, in Schötmar; durch ihn wurde Begemann an die Literatur herangeführt. Später besuchte er die Gymnasien in Lemgo und Detmold. In Detmold stieß Begemann 1819 zum Freundeskreis um Moritz Leopold Petri (1802–1873, Jurist und Schriftsteller) und Christian Dietrich Grabbe (1801–1836, Dramatiker).
Sein Detmolder Lehrer, Christian Ferdinand Falkmann (Pseudonym: Eusebius Wahrlieb; 1782–1844), förderte Begemanns, dessen großes Vorbild E.T.A. Hoffmann war, Neigung zur Literatur durch die Lektüre von Gottfried August Bürger, Friedrich von Matthisson, Johann Gaudenz von Salis-Seewis und Friedrich Schiller.
1822 ging Begemann nach Halle und begann dort ein Studium der Theologie, das er aber sehr vernachlässigte. Schon zu Ostern des Folgejahres erhielt Begemann wegen seiner Beteiligung an der Burschenschaftsbewegung das „consilium abeundi“, das heißt, er wurde der Hochschule verwiesen und zum Verlassen der Stadt aufgefordert. Unter ersten Anzeichen eines Lungenleidens kehrte er in die lippische Heimat zurück. Später setzte er sein Studium in Marburg und Jena fort, erreichte aber keinen Abschluss, gab das Theologiestudium auf und entschloss sich, Geschichtslehrer zu werden. Dazu wechselte Begemann 1826 an die Universität in Erlangen, wo er 1828 zum Doktor der Philosophie promovierte.
Nach Aufenthalten in München und Jena kam durch Ausschweifungen und Mangel an Ernährung sein lange bekämpftes Lungenleiden zum Durchbruch. Er kehrte nach Biemsen zurück und verstarb dort am 2. Februar 1829 an der Schwindsucht.

## Werke (Auswahl)
- Im leeren Haus : Dichtungen und Dokumente, hrsg. von Heinrich Detering und Lisa Kunze, Göttingen : Wallstein Verlag, 2025, ISBN  	978-3-8353-5804-1
- Um während seiner Zeit in Erlangen den drückenden Schulden zu entgehen, gab Begemann die erfolgreiche Gedichtesammlung Blumen von der Saale heraus; sie fand den Beifall seiner Kollegen Ludwig Tieck (1773–1853) und Friedrich de la Motte Fouqué (1777–1843). Letzterer bezeichnete Begemann daraufhin als „Fortsetzer der Romantik“.
- Blumen von der Saale : Episches und Lyrisches, Jena : in Commission der Bran'schen Buchhandlung, 1828
- Hermannsschlacht, ein Epos, von dem aber nur zwei Gesänge fertiggestellt wurden